# Gulf Shores
Gulf Shores är en stad (city) i Baldwin County, i delstaten Alabama, USA. Enligt United States Census Bureau har staden en folkmängd på 9 982 invånare (2011) och en landarea på 60 km².